# Episodi di Doppia sentenza (serie televisiva 1969) (terza stagione)
L'terza stagione della serie televisiva Doppia sentenza è stata trasmessa in anteprima nel Regno Unito dalla BBC One tra il 6 ottobre 1971 e il 29 marzo 1972.
| nº | Titolo originale                                            | Titolo italiano | Prima TV UK      | Prima TV Italia |
| -- | ----------------------------------------------------------- | --------------- | ---------------- | --------------- |
| 1  | Once Bitten                                                 |                 | 6 ottobre 1971   |                 |
| 2  | Hostage                                                     |                 | 13 ottobre 1971  |                 |
| 3  | The Floater                                                 |                 | 20 ottobre 1971  |                 |
| 4  | Aberration                                                  |                 | 27 ottobre 1971  |                 |
| 5  | Moving On                                                   |                 | 3 novembre 1971  |                 |
| 6  | An Inside Job                                               |                 | 10 novembre 1971 |                 |
| 7  | The Bounty Hunter                                           |                 | 17 novembre 1971 |                 |
| 8  | Marksman                                                    |                 | 24 novembre 1971 |                 |
| 9  | Copper Wire                                                 |                 | 1º dicembre 1971 |                 |
| 10 | Man of Peace                                                |                 | 8 dicembre 1971  |                 |
| 11 | Good Touches                                                |                 | 15 dicembre 1971 |                 |
| 12 | Better Than Doing Porridge                                  |                 | 22 dicembre 1971 |                 |
| 13 | The Removal                                                 |                 | 29 dicembre 1971 |                 |
| 14 | Priorities                                                  |                 | 5 gennaio 1972   |                 |
| 15 | Resolution                                                  |                 | 12 gennaio 1972  |                 |
| 16 | The Amateur                                                 |                 | 19 gennaio 1972  |                 |
| 17 | Anywhere in the Wide World                                  |                 | 26 gennaio 1972  |                 |
| 18 | Flight                                                      |                 | 2 febbraio 1972  |                 |
| 19 | The Big Tip-Off                                             |                 | 9 febbraio 1972  |                 |
| 20 | Woman's World                                               |                 | 16 febbraio 1972 |                 |
| 21 | A Policeman's Lot: Part 1: The Row on the Stairs            |                 | 23 febbraio 1972 |                 |
| 22 | A Policeman's Lot: Part 2: You Pays Your Money              |                 | 1º marzo 1972    |                 |
| 23 | A Policeman's Lot: Part 3: It Depends Where You're Standing |                 | 8 marzo 1972     |                 |
| 24 | Set Us Alight                                               |                 | 15 marzo 1972    |                 |
| 25 | The Easy Job                                                |                 | 22 marzo 1972    |                 |
| 26 | Conclusion                                                  |                 | 29 marzo 1972    |                 |